# Julien Chirol
Pour les articles homonymes, voir Chirol.
Julien Chirol, né en 1973 à Paris, est un tromboniste, multi-instrumentiste, compositeur, ingénieur du son et producteur de musique français.

## Biographie
Tromboniste, arrangeur, compositeur, réalisateur et producteur, Julien Chirol multiplie les casquettes, aussi bien dans le jazz, que dans la musique latine et la pop. Diplômé du Conservatoire national supérieur de musique de Paris et de l’École polytechnique, il a commencé sa carrière avec Sergent Garcia, fait partie des membres fondateurs du Sacre du tympan et a partagé la scène avec Jean-Louis Aubert (de 2011 à 2014), Yuri Buenaventura (2013 à 2019), Saul Williams (2012), Micky Green (2010), Bénabar (2009) ou encore Feist (2005 à 2007).
En 2005, il fonde, aux côtés d’Issam Krimi et de Pierre Luzy, Music Unit, un studio de création indépendant majoritairement détenu et financé par des artistes.
Au cours de ses six années de collaboration avec Sergent Garcia, Julien Chirol fait le tour du monde, quadrille la France, l’Espagne et les festivals internationaux. Il part à La Réunion en 2000 et réalise l'album d’un spectacle musical du théâtre Vollard, une compagnie basée à Saint-Denis. Séga tremblad est un succès, au point qu’un des titres, Kafrine, devient un standard du nouveau séga (musique réunionnaise). Il participe aux tournées et rend hommage au Sakifo Musik Festival, en 2009, à Arnaud Dormeuil, en compagnie de grands noms de la musique réunionnaise, comme Danyèl Waro et René Lacaille. Dans un tout autre registre, il contribue, en tant que soliste, à la création de l'opéra Perelà, Uomo di fumo de Pascal Dusapin, qui a lieu en 2003 à l’Opéra de Paris.
Il multiplie également les collaborations sur la scène jazz, que ce soit en tant qu’invité de Michel Portal et de Manu Dibango ou sur les albums de Patrick Artero (Artero Brel) et de Vincent Artaud (La Tour invisible). Son travail en studio (Juno Awards 2005 / Alternative Album of the Year[réf. nécessaire]) et sur scène avec Feist (2005-2007) marque un tournant dans sa carrière en lui permettant de s’ouvrir à la pop et à la folk. Durant cette période, il noue de nouvelles relations avec Jesse Harris, le compositeur des chansons  de Norah Jones, Gonzalez[Lequel ?], Mocky et Broken Social Scene et participe à l'enregistrement de l'album Le Fil de la chanteuse Camille qui obtient le Prix Constantin en 2005 et la Victoire de la musique de l'album révélation de l'année 2006.
En 2006, il fonde à Cuba l’Ensemble Nord-Sud, qu’il dirige et pour lequel il compose Anya, l’esprit des tambours sacrés, une pièce où se rencontrent les musiques afro-cubaine et occidentale. Membre actif du Sacre du Tympan (1er prix du concours de jazz de La Défense en 2001 et révélation jazz aux Victoires de la Musique en 2006[réf. nécessaire]) depuis ses débuts, Julien Chirol en est aujourd’hui également le producteur et l’éditeur par l’intermédiaire de Music Unit, une structure fondée en 2005 aux côtés de Pierre Luzy et d’Issam Krimi.
Pour autant, il n’en délaisse pas le live et part, en 2011 et 2012, en tournées internationales aux côtés de Saul Williams puis de Jean-Louis Aubert avec qui il obtient la Victoire de la Musique 2012 pour le spectacle Roc' éclair. C'est en juin 2012 qu'il réalise l'enregistrement du titre inédit 20 ans écrit et interprété par Jean-Louis Aubert.
En 2017, il est nommé chevalier de l'Ordre des Arts et des Lettres par Audrey Azoulay, Ministre de la Culture et de la Communication[réf. nécessaire].

## Discographie et musiques de films
- Marine Bercot (Album Ravi(e)s)
- Bénabar (Album Indocile Heureux)
- Kimberose (Album Out)
- L'Armée des 12 Sages (Album Requiem pour les Temps Futurs)
- Grise Cornac (Album Tout Baigne)
- Pekka (Album Sugar Sugar)
- Renaud (Album Les mômes et les enfants d'abord)
- Jean-Louis Aubert (Album Refuge)
- Alain Souchon (Album Ames Fifties) - Victoire de la Musique de l'album de l'année 2020
- Jain (Single Gloria)
- Trio Nouveaux Siècles (Album À la manière de Chicago)
- Part Company (Album Seasons)
- Alain Souchon & Édouard Baer (Chanson originale du film Ouvert la nuit)
- Pekka (EP Les amours-parenthèses)
- Constance Amiot (Album Le goéland qui fait miaou)
- Ka (EP Eponyme)
- Jil Caplan (Album Imparfaite)
- Amaury Vassili (Album Chansons Populaires)
- Tina Arena (Album Love and loss)
- Pihpoh (EP Toi)
- Ema Bhel (Singles Tsaddish Love et Bhakta)
- Yaelle Trules (Album Lo Sikré)[9]
- Sarah Zeppilli (Album Larmes d'homme)
- Djazia Satour (Album Alwane)[10]
- Cabadzi (Album Des Angles et des Épines)[11]
- Jean-Louis Aubert chante Houellebecq (Album Les parages du vide) - Tournée nommée aux Victoires de la Musique 2015
- Lou Marco (Album Sous la Peau)[12]
- Tété (Album Nu Là-Bas)
- Multi-artistes (Album We Love Disney)
- Rose (Album Et Puis Juin)
- Carla Bruni (Album Little French Songs)
- Lou Marco (EP Eponyme)[13]
- Patrick Bruel (Album Lequel de Nous)
- Christophe Maé (Album Je Veux du Bonheur)[14]
- Garou (Album Rhythm and Blues)
- Comédie musicale : Les Amants d'un Jour (Double album)
- Cabadzi feat Jeanne Cherhal (Single Cruel(le))
- Sarah Zeppilli (Ep éponyme)
- Jean-Louis Aubert (Album CD et DVD Live = Vivant)[15] - Victoire de la Musique 2012 pour la tournée Roc' éclair / Single Puisses-tu nommé aux Victoires de la musique 2012
- Merlot (Album Business Classe)
- Jean-Louis Aubert (Single 20 ans)[16]
- Enrico Macias (Album Venez tous mes amis)
- Niuver (Album Trasnochando)[17],[18]
- Cabadzi (Album Digère et recrache)[19]
- The Voice (Les 6 albums de l'émission)
- Charles Berling (Album Jeune Chanteur)
- Saul Williams (Album Volcanic Sunlight)
- Las Malenas (Album Live au Triton)
- Gérard Lenorman (Album Duos de mes Chansons)
- Les petits chanteurs à la croix de bois (Album Il était une fois)
- Ours (Album El)
- Ben Mazué (Album éponyme)
- Chimène Badi (Album Gospel&Soul)
- Ensemble Nord-Sud (Album Anya, l'Esprit des Tambours Sacrés)[20]
- Aṣa (Album Beatiful Imperfection)
- Jean-Louis Aubert (Album Roc-Eclair)[21],[22],[15]
- Jacques Higelin (Album Paris Zenith 18.10.2010)
- Benjamin Paulin (Album L'Homme Moderne)
- Davide Esposito (Album Un Uomo)
- Micky Green (Album Honky Tonk)
- Piers Faccini (Album Two Grains of Sand)[23]
- Pierre Souchon (Album Piteur's Friends)
- Bénabar (Single Infréquentable)
- Vanessa Paradis (Album Best Of Vanessa Paradis)
- Charlotte Marin (Album Trentenaire à vif)
- Polar (Album French Songs)
- Nuru Kane (Album Number One Bus)[24]
- Martin Rappeneau (Album 1800 Désirs)
- Iliona Blanc (Album Chipiemania)
- Abd Al Malik (Album Dante) - Victoire de la Musique de l'album de Musiques Urbaines de l'année 2009
- Orly Chap (Album Ma lueur clown)
- Luis Jorge (Album Para vos)
- Cerena (Album Tête haute)
- Anis (Album Rodéo Boulevard)
- Some like it odd (Album Pop Jazz)
- Wallen (Album Miséricorde)
- Loane (Album Jamais Seule)
- Maxime Le Forestier (Album Restons amants)
- Julien Doré (Album Ersatz)[25]
- Le Sacre du Tympan (Album La Grande Ouverture) - Victoire de la Musique de l'album Révélation Jazz de l'année 2006
- Camille (Album Le fil)[26] - Victoire de la Musique de l'album Révélation de l'année 2006 / Prix Constantin 2005
- Jane Birkin (Album Rendez-vous)
- Charles Aznavour (Album Je voyage)
- Feist (Album Let it Die) - Juno Award de l'album alternatif de l'année 2005
- Oxmo Puccino (Album Lipopette Bar)
- Fabien Martin (Album Ever Everest)
- Pauline Croze (Album Pauline Croze)[27] Album nommé au Victoires de la Musique 2006
- Pierre Souchon (Album Pareil jamais)
- Polo (Album Portes dorées)
- Angélique Kidjo (Album Black Ivory Soul) - Grammy Awards nominee de l'album World Music de l'année 2003
- Henri Salvador et Angélique Kidjo (Album Oyaya) - Grammy Awards nominee de l'album World Music de l'année 2005
- Tété (Album Le sacre des lemmings)
- Dani (Album Tout dépend du contexte)
- Patrick Artero (Album Artero Brel)[28]
- Vincent Artaud (Album La tour invisible)[29]
- Adamo (Album Zanzibar)
- Laurent de Wilde (Album Stories)[30]
- Van den Love (Album éponyme)
- Rock Kids (Album Kids will rock you 2)
- Albin de la Simone (Album éponyme)
- Ginger Ale (Album Laid Back Galerie)
- Jean-Louis Aubert (Album Comme un Accord)
- Patrick Bruel (Album Entre-Deux) - Album nommé au Victoires de la Musique 2003
- Patrick Bruel (Album Entre-Deux à l'Olympia)
- Orianne Orezza (Single Azul)
- Sofia Essaïdi (Single Roxanne et album)
- Star'ac 3 (Album Les singles)
- Cheb Kader (Album Mani)
- Vitaa (Album A fleur de toi)
- Le Sacre du Tympan (Album Le retour)
- Le Sacre du Tympan (Album Fred Pallem & Friendz)[31]
- Yaniss Odua (Single Mal au cœur)
- Sergent Garcia (Album Sin Fronteras)
- Sergent Garcia (Album Best of)
- Sergent Garcia et Cypress Hill  (Album Paris-L.A.)
- Peret (Album Rey de la Rumba)
- Séga Tremblad (Album)
- Samia Farah (Single Les temps difficiles)
- Sax 4 (Album Histoire de Sax)[32]
- Qui sème le vent (Album QSV)
- Orchestre de Cuivres de Paris Albums 1 et 2
- Spice'Bones (Album éponyme)
- Phonic S.A. (Album La Finale)
- B.O. du film Ouvert la nuit
- B.O. du film Bienvenue chez les Rozes
- B.O. du film Pas si grave
- B.O. du film Une vie à t'attendre
- B.O. du film Call me Agostino
- B.O. du film Showtime
- B.O. du film Antwone Fisher
- B.O. du téléfilm Blanche Maupas
- B.O. de la série Action spéciale douanes
- B.O. de la série Frank Riva
- B.O. de la série Quai numéro un